# Championnat de Hongrie de football américain
Pour les articles homonymes, voir HFL.
Le Championnat de Hongrie de football américain (ou Hungary Football League en anglais ou HFL) est une compétition sportive réunissant l'élite des clubs hongrois de football américain . 
Cette compétition est organisée depuis 2005 par la Fédération Hongroise de football américain (Magyar Amerikai Futball Szövedség en hongrois ou MAFSZ). 

## Organisation
En 2018, la HFL (Division Élite) compte 7 clubs, la 1re Division, 7 club et la 2e Division, 9 clubs.
Le championnat débute par une saison régulière suivie d'une phase de playoffs se concluant pat la finale nationale dénommée Hungarian Bowl. 

## Clubs de la saison 2019
En 2019, la HFL compte six équipes :
- Fehervar Enthroners
- Miskolc Steelers
- Budapest Cowbells (tenant du titre 2017 et 2018)
- Budapest Wolves
- Györ Sharks
- Kyiv Capitals

Les trois équipes suivantes sont reléguées.
- Budapest Eagles
- Dunaujvaros Gorillaz
- Nyiregyhaza Tigers

## Palmarès
| Date | Édition                                                   | Vainqueur                                                 | Score                                                     | Finaliste                                                 |
| ---- | --------------------------------------------------------- | --------------------------------------------------------- | --------------------------------------------------------- | --------------------------------------------------------- |
| 2005 | I                                                         | Budapest Wolves                                           | 46-0                                                      | Debrecen Gladiators                                       |
| 2006 | II                                                        | Győr Sharks                                               | 70-06                                                     | Debrecen Gladiators                                       |
| 2007 | III                                                       | Debrecen Gladiators                                       | 33-06                                                     | Szolnok Soldiers                                          |
| 2008 | IV                                                        | Budapest Wolves                                           | 20-14                                                     | Budapest Cowboys                                          |
| 2009 | V                                                         | Budapest Wolves                                           | 16-12                                                     | Győr Sharks                                               |
| 2010 | VI                                                        | Budapest Wolves                                           | 58-0                                                      | Nyíregyháza Tigers                                        |
| 2011 | VII                                                       | Nyíregyháza Tigers                                        | 42-07                                                     | Békéscsaba Raptors                                        |
| 2012 | VIII                                                      | Budapest Wolves                                           | 65-21                                                     | Budapest Hurricanes                                       |
| 2013 | IX                                                        | Budapest Hurricanes                                       | 28-24                                                     | Budapest Wolves                                           |
| 2014 | X                                                         | Ujbuda Rebels                                             | 19-09                                                     | Budapest Wolves                                           |
| 2015 | XI                                                        | Bratislava Monarchs                                       | 55-34                                                     | Budapest Wolves                                           |
| 2016 | XII                                                       | Miskolc Steelers                                          | 19-16                                                     | Budapest Cowbells                                         |
| 2017 | XIII                                                      | Budapest Cowbell                                          | 14-10                                                     | Miskolc Steelers                                          |
| 2018 | XIV                                                       | Budapest Wolves                                           | 34-30                                                     | Miskolc Steelers                                          |
| 2019 | XIV                                                       | Fehérvár Enthroners                                       | 14-12                                                     | Kiev Capitals                                             |
| 2020 | Compétition annulée à la suite de la pandémie de Covid-19 | Compétition annulée à la suite de la pandémie de Covid-19 | Compétition annulée à la suite de la pandémie de Covid-19 | Compétition annulée à la suite de la pandémie de Covid-19 |
| 2021 | XV                                                        | Budapest Wolves                                           | 18-07                                                     | Fehérvár Enthroners                                       |
| 2022 | XVI                                                       | Fehérvár Enthroners                                       | 31-24                                                     | Budapest Wolves                                           |
| 2023 | XVII                                                      | Budapest Wolves                                           | 49-28                                                     | Ujpest Bulldogs                                           |
| 2024 | XVIII                                                     | Budapest Titans                                           | 51-29                                                     | Budapest Cowbells                                         |

### Tableau d'honneur
|   | Club                | Nombre de titres | Dernier titre | Nombre de finales perdues | Dernière défaite en finale |
| - | ------------------- | ---------------- | ------------- | ------------------------- | -------------------------- |
| 1 | Budapest Wolves     | 8                | 2023          | 4                         | 2022                       |
| 2 | Fehérvár Enthroners | 2                | 2022          | 1                         | 2021                       |
| 3 | Győr Sharks         | 1                | 2006          | 2                         | 2009                       |
| 3 | Debrecen Gladiators | 1                | 2007          | 2                         | 2006                       |
| 5 | Budapest Cowbell    | 1                | 2017          | 2                         | 2024                       |
| 5 | Budapest Hurricanes | 1                | 2013          | 1                         | 2012                       |
| 5 | Nyíregyháza Tigers  | 1                | 2011          | 1                         | 2010                       |
| 8 | Miskolc Steelers    | 1                | 2016          | 2                         | 2018                       |
| 9 | Budapest Titans     | 1                | 2024          | -                         | -                          |
| 9 | Bratislava Monarchs | 1                | 2015          | -                         | -                          |
| 9 | Ujbuda Rebels       | 1                | 2014          | -                         | -                          |